# Peter Neber

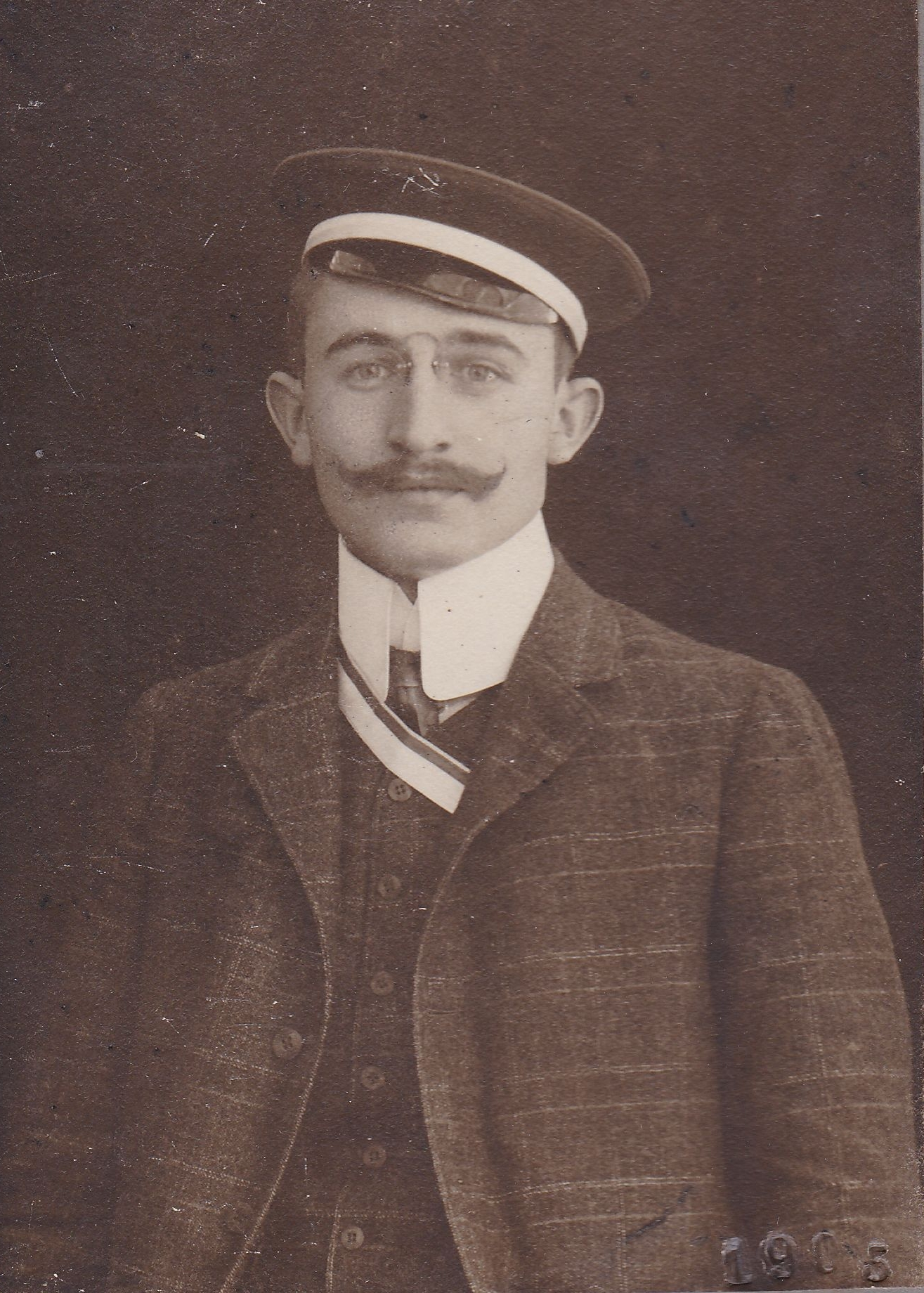
Peter Neber

Peter Neber (* 11. September 1883 in Altenbamberg; † 19. Dezember 1960 in Tübingen) war ein deutscher Chemiker und Hochschullehrer.

## Leben
Als Sohn eines Lehrers besuchte Neber das Herzog-Wolfgang-Gymnasium in Zweibrücken.
Im Wintersemester 1904/05 begann an der Julius-Maximilians-Universität Würzburg Chemie zu studieren. Am 6. Juni 1905 wurde er im Corps Bavaria Würzburg recipiert. Seit dem 29. Oktober 1905 auch im Corps Baruthia aktiv, immatrikulierte er sich am 8. November 1905 als stud. phil. (chem.) an der Friedrich-Alexander-Universität Erlangen. Mit einer Doktorarbeit bei Otto Fischer wurde er 1910 in Erlangen zum Dr. phil. promoviert. Er ging als wissenschaftlicher Assistent an das Chemische Institut der Eberhard Karls Universität Tübingen. Als kriegsfreiwilliger Automobilist beim II. Armee-Korps zog er 1914 in den Ersten Weltkrieg. Er wurde Leutnant bei der Kraftfahrtruppe und erhielt das  Eiserne Kreuz II. und I. Klasse. Er habilitierte sich 1921 in Tübingen und erhielt 1925 ein  Extraordinariat. Seit 1941 etatsmäßiger a.o. Professur, wurde er 1948 emeritiert. Er starb mit 77 Jahren. Nach ihm benannt ist die Neber-Umlagerung zur Aminierung von Ketonen in α-Position und die Neber-Bössel-Synthese zur Synthese von Cinnolin-Derivaten.